# Johann Wilhelm Cordes
Johann Wilhelm Cordes   (Lübeck, 14 de març de 1824 - Lübeck, 16 d'agost de 1869) va ser un paisatgista alemany.

## Biografia

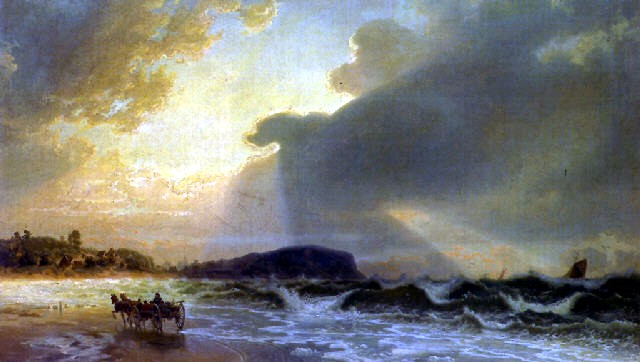
Platja al mar Bàltic

Provenia d'una família de comerciants i va tenir els seus estudis primaris al Katharineum. Originalment, va ser aprenent d'una empresa comercial, però aviat va desenvolupar l'interès per convertir-se en pintor. Es va matricular a l’Acadèmia de Belles Arts de Praga i, el 1842, es va traslladar a la Kunstakademie, on va estudiar amb Carl Friedrich Lessing i Johann Wilhelm Schirmer. Això va ser seguit de classes particulars a Frankfurt amb Jakob Becker. El 1848, va ser voluntari a l'exèrcit de Schleswig-Holstein i va servir a la Primera Guerra de Schleswig.
Es va especialitzar en paisatges realistes, pintava mentre viatjava. De 1851 a 1854, va fer diversos viatges a Escandinàvia amb Hans Fredrik Gude, un amic de Düsseldorf. També va crear escenes costaneres amb personal.

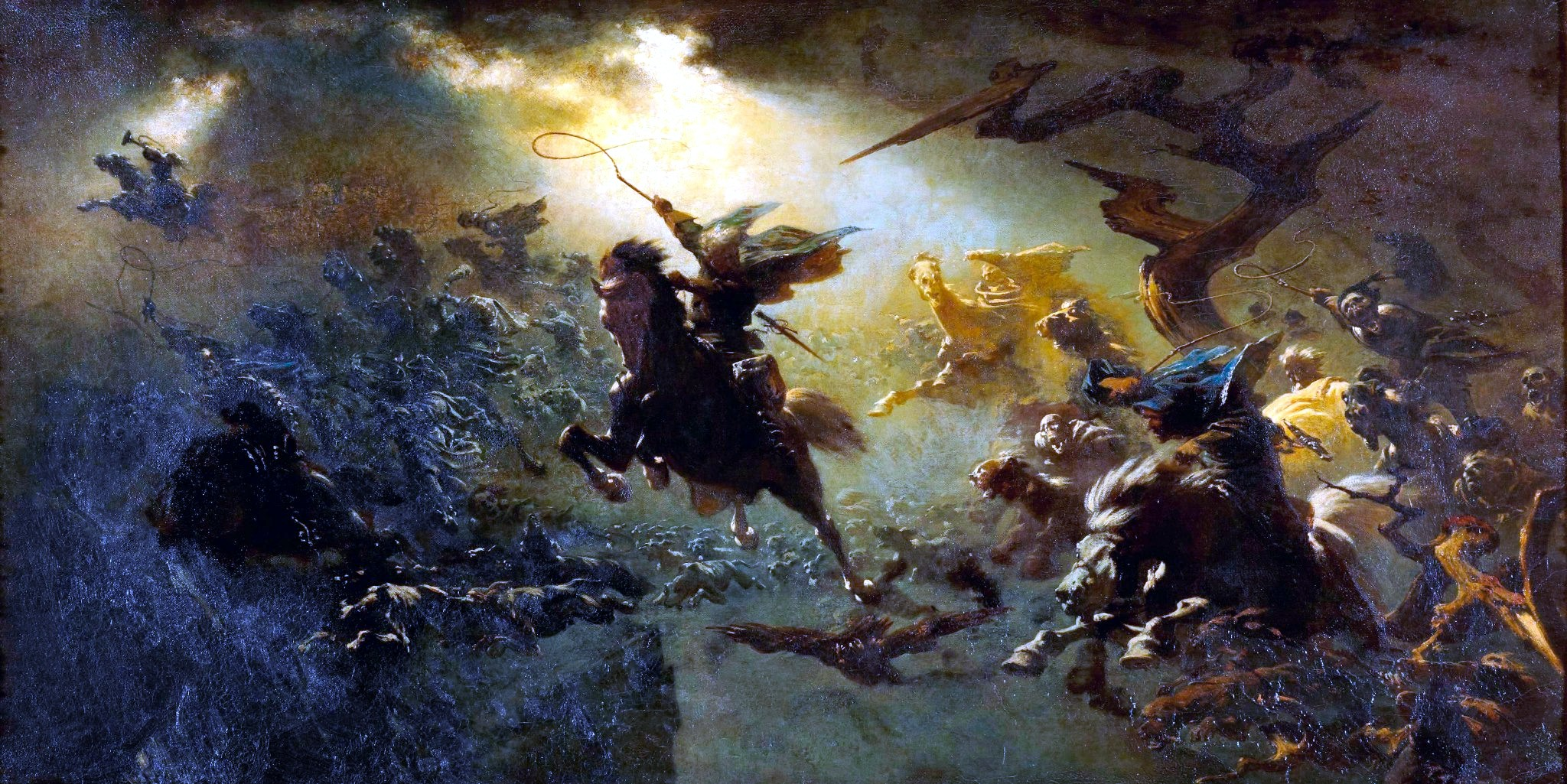
La caça salvatge (inacabat)

El 1856, va tornar a Lübeck i, tres anys més tard, a petició del gran duc Carl Alexander, es va traslladar a Weimar. Aquest va ser el seu període més productiu. Va ser nomenat professor a l’Escola d'Art Gran Ducal Saxó de Weimar i, el 1862, va rebre l'Orde del Falcó Blanc.
El 1866, durant la guerra austro-prussiana, va participar en algunes maniobres militars i va tornar malalt. Va buscar la recuperació al balneari de Travemünde, però va morir el 1869 a casa d'un amic. No es va casar mai i no va tenir fills, així que la seva finca va passar al seu germà, Emil, que va donar les pintures restants al museu Behnhaus.